# Aristostomias tittmanni
Aristostomias tittmanni és una espècie de peix de la família dels estòmids i de l'ordre dels estomiformes.

## Morfologia
- Els mascles poden assolir 21,5 cm de longitud total.[3]

## Hàbitat
És un peix marí i d'aigües subtropicals que viu entre 15-2000 m de fondària.

## Distribució geogràfica
Es troba a les Açores, davant les costes de Xile i des del Canadà fins al Golf de Mèxic i el Carib.